# محمد إقبال خان
محمد إقبال خان هو عارض وممثل هندي، ولد في 10 فبراير 1981 في الهند.

## وصلات خارجية
- محمد إقبال خان على موقع IMDb (الإنجليزية)
- محمد إقبال خان على موقع قاعدة بيانات الفيلم (الإنجليزية)